# Chiesa di Santa Maria dei Bianchi dell'Arte dei Verdummari
La Chiesa di Santa Maria delle Grazie dei Bianchi è una delle chiese monumentali di Napoli; è ubicata in via Postica Maddalena 20.
L'edificio, ancora appartiene alla R. Arciconfraternita dell'arte dei Verdummari (Fruttivendoli), presenta inalterato l'aspetto tardosettecentesco. Sulla lapide d'ingresso è riportato il seguente periodo:
La corporazione dell’Arte dei Verdummari fu costituita a metà del XIII secolo. La storia istituzionale documentata di questa Confraternita, allo stato delle ricerche ancora in corso, inizia almeno nel 1579 quando nell’ambito della corporazione dell’Arte dei Verdummari viene istituito un Monte della Misericordia intitolato a S. Maria delle Grazie con sede in Napoli alla Via Postica Maddalena n. 20 e destinato ad opere di mutuo soccorso, sussidi, assistenza medica e sepoltura degli associati.
Prima di questa data già troviamo nel libro Descrittione dei luoghi sacri della città di Napoli di Pietro de Stefano - Napoli 1560 quanto segue: “Santo Geronimo è una cappella antica posta di fronte lo monastero dela Maddalena; al presente è abbate lo reverendo Andrea Mollo, ne have d’intrata circa ducati diece, et lui ci fa fare il sacrificio.”
E ancora: “San Geronimo è una picciola cappella beneficiale, molto antica, sita per contro il monasterio di Santa Maria Maddalena; dal volgo vien chiamata Santa Maria della Gratia, et questo per essere ivi collocata una imagine di Maria Vergine molto devota”. Tanto è riportato in Catalogo di tutti gli edifizi sacri della città di Napoli e suoi sobborghi entro il 1643 di Giovanni Antonio Alvina.
La facciata della chiesa è riservata al relativo portale in stucco; questo, a sua volta è sovrastato dalla mensola anch'essa costituita da stucco semplice. In alto, la finestra si presenta in forme sinuosidali. L'ingresso è preceduto da un cancello in ferro.
La struttura è sopravvissuta alle demolizioni attuate durante il Risanamento e alla seconda guerra mondiale che danneggiò pesantemente la zona della stazione ferroviaria e Forcella.
L'edificio, infine, è sopravvissuto anche alle speculazioni edilizie. In quest'ultimo periodo, diversa sorte toccò invece al vicino ed antico convento di Santa Maria Maddalena che venne demolito nell'anno 1955. Il convento venne distrutto in seguito alla realizzazione del Palazzo Ottieri che ne compromise la stabilità. Attualmente in un palazzo ubicato nella stessa strada, è possibile ammirare ancora la statua settecentesca della Maddalena, di Giacomo Colombo.